# Montserrat Amateur Athletic Association
Montserrat Amateur Athletic Association – narodowa federacja lekkoatletyczna na Montserrat. Siedziba znajduje się w Brades, a prezesem jest Bruce Farara. Federacja należy do NACAC.
MAAA została założona w 1971 roku i była przyjęta do IAAF w 1974 roku.